# Callitriche mexicana
Callitriche mexicana là một loài thực vật có hoa trong họ Mã đề. Loài này được M.E. Jones mô tả khoa học đầu tiên năm 1929.